# Hipódromo da Gávea
Hipódromo da Gávea é a atual praça de corridas do Jockey Club Brasileiro, coloquialmente chamado Jockey Club ou Jockey. Está situado no bairro da Lagoa, ao lado da lagoa Rodrigo de Freitas, somando-se aos cartões-postais da  cidade do Rio de Janeiro. 

## História
Sua pedra fundamental foi lançada pelo presidente Epitácio Pessoa em 12 de novembro de 1922. Construído ao estilo Luis XV, projetado pelos arquitetos Archimedes Memoria e Francisque Cuchet, foi inaugurado no dia 11 de julho de 1926, com o nome de Hipódromo Brasileiro. Era de propriedade da instituição chamada Jockey Club (que operava antes  o Prado Fluminense no bairro São Francisco Xavier, cuja ultima corrida se deu em 13 de junho de 1926).
O Jockey Club concorria com a outra entidade existente à época, chamada Derby Club . Os dois clubes de turfe da cidade conviveram pacificamente durante alguns anos, mas o sucesso das corridas no recém inaugurado Hipódromo da Gávea acabou com o interesse pelo Derby Club - que funcionava no Prado Itamaraty onde hoje está instalado o estádio Mário Filho (Maracanã). O Derby Club e o Jockey Club fundiram-se em 1932 no Jockey Club Brasileiro que manteve corridas apenas no Hipódromo da Gávea.

## A Construção
A área total do Jockey Club é de 640.000 m². 
A construção principal é formada por uma entrada monumental e cinco tribunas, que foram criadas, na época de sua construção, para atender diferentes classes sociais, com capacidade total de 70 mil pessoas: Tribuna dos Profissionais, Tribuna Social, Tribuna Especial, Tribuna B e Tribuna C.  
Segundo o Jockey Club Brasileiro, na área do Hipódromo da Gávea ainda: estão localizados o Hospital Veterinário Octavio Dupont, a Escola de Profissionais do Turfe, a Escola Jockey Club Brasileiro, o Vetcorr, o Teatro do Jockey. As três vilas hípicas – Lagoa, Tattersall e Hípica também fazem parte do Hipódromo. As áreas reservadas para os sócios possuem instalações típicas de clubes sociais: salões de festa, piscinas, quadras poliesportivas, cinema, etc. Conta também com 8 restaurantes abertos ao público em geral.
A arquitetura é eclética, trazendo estilos da transição entre os séculos XIX e XX. com colunas jônicas, abóbodas de vidro típicas da arquitetura de Paris. A marquise da arquibancada foi um marco na época.
 

Sua parte principal, entrada monumental e tribunas, foi tombada em 1996 pela prefeitura da cidade do Rio de Janeiro, sendo que outras partes foram tombadas nos anos que se seguiram,  e também é um Área de Proteção do Ambiente Cultural (APAC). 

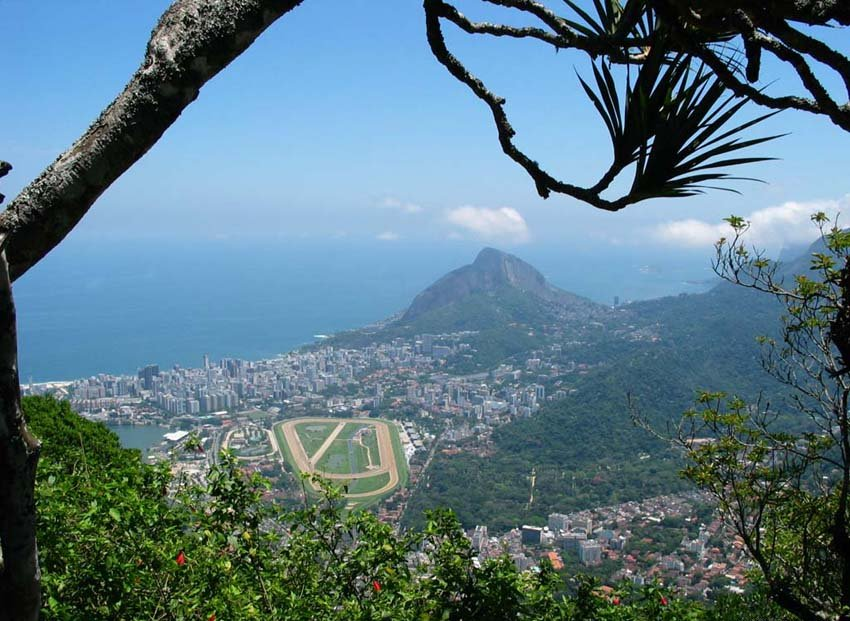
Hipódromo da Gávea na paisagem do Rio de Janeiro

## Corridas Célebres
Neste local, em 1933, foi disputado o primeiro Grande Prêmio Brasil, sendo vencido pelo brasileiro Mossoró.
Em 2019 o 87º GP Brasil propriamente dito teve seu record de aposta, ultrapassando R$ 6,1 milhões, e de público em 35 anos, com 28 mil pessoas. O evento completo, porém, tem 5 dias, e atingiu 40 mil pessoas.

## Eventos
Além das corridas, o Hipódromo da Gávea também abriga um misto de esporte e eventos, lazer, moda, gastronomia, recepções, shows.
Foi palco de grandes shows, como o da Legião Urbana, em 7 de julho de 1990.

## Detalhes da Pista
A pista de grama,  a pista principal, mede 2200m (dois mil e duzentos metros). A pista de areia mede 2040m (dois mil e quarenta  metros), a 1,50 m de cerca interna. Possui uma grande reta de 600m.

## Dias de corrida
Sábados, domingos, segundas e terça-feiras, em média tem 10 páreos a cada dia. Atualmente, sábado e domingo começam a partir das 14h, segunda e terça-feira: 18h. 
Em datas especiais como feriados, os horários e dias estão sujeito a modificações. Para mais informações consulte a agenda da semana.

## Grande Prêmio Brasil
O Grande Prêmio Brasil é a mais tradicional prova do turfe brasileiro, e é ali disputado no segundo domingo de Junho.